# Conservatorismo fiscale
Il conservatorismo fiscale è un termine politico usato per descrivere una politica fiscale che sostiene l'economia evitando la spesa in disavanzo. I conservatori fiscali considerano di fondamentale importanza per una corretta politica economica la riduzione della spesa pubblica, del debito pubblico nazionale, e il pareggio di bilancio. Il libero commercio, la deregolamentazione dell'economia, la riduzione delle tasse e altre politiche conservatrici sono spesso, ma non necessariamente, abbinate al conservatorismo fiscale.
Il conservatorismo fiscale ha avuto la sua massima affermazione negli anni ottanta con il governo statunitense di Ronald Reagan e quello inglese di Margaret Thatcher, e poi negli anni novanta con il governo di George H. W. Bush e di George W. Bush negli USA, e dagli anni ottanta fino ai primi anni duemila con le politiche di austerità e di aggiustamento strutturale sostenute da organizzazioni internazionali quali il Fondo Monetario Internazionale, la Banca Mondiale, l'Organizzazione Mondiale del Commercio, l'Unione Europea, la Troika, la Banca Centrale Europea.
Il conservatorismo fiscale si ispira alle teorie economiche del liberalismo economico.